# Бжесьце (гміна Радкув)
Бжесьце (пол. Brzeście) — село в Польщі, у гміні Радкув Влощовського повіту Свентокшиського воєводства.
Населення — 98 осіб (2011).
У 1975-1998 роках село належало до Ченстоховського воєводства.

## Демографія
Демографічна структура на день 31 березня 2011 року:
|          | Загалом | Допрацездатний вік | Працездатний вік | Постпрацездатний вік |
| -------- | ------- | ------------------ | ---------------- | -------------------- |
| Чоловіки | 47      | 6                  | 34               | 7                    |
| Жінки    | 51      | 11                 | 26               | 14                   |
| Разом    | 98      | 17                 | 60               | 21                   |